# Щелканово (Калужская область)
Щелканово — село в Юхновском районе Калужской области России. Административный центр сельского поселения «Село Щелканово».

## География
У западного края села расположен большой пруд, устроенный на ручье Негодяйке (приток Прокудинки), речка протекает через село. Вдоль северо-западной границы населённого пункта идёт шоссе Р132.

## Население
| 2002 | 2010 |
| ---- | ---- |
| 655  | ↗673 |

## История
Ранее входило в состав Мещовского уезда.
Во время Смоленской войны 20 марта 1634 г. запорожский гетьман Орендаренко пришел в Мещовский уезд «в вотчину Артемья Измайлова в село Щелканово, за 40 верст от Колуги, а от Мещевска за 20 верст». В названном селе был обустроен большой укрепленный казацкий лагерь, просуществовавший около двух месяцев. Щелканово фактически стало главной оперативной базой Запорожского войска, откуда казаки совершали набеги на Калужский, Козельский, Перемышльский и другие уезды Московского государства.
В середине XVIII века здесь была построена усадьба генерал-аншефа В. А. Лопухина. Затем во второй половине хозяйкой имения стала жена его брата В. Б. Лопухина (дочь фельдмаршала графа Б. П. Шереметева). В середине XIX века село принадлежало В. И. Опочининой, усадьбы на тот момент вероятно уже не было.
Церковь Рождества Христова была построена в 1757 году (по другим данным — в 1800), выполнена в стиле барокко. Храм относится к редкому типу пятикупольных соборных церквей середины XVIII века. В 1909 году отдельно была поставлена трёхъярусная колокольня в стиле классицизм. В 1930 году церковь была закрыта, священнослужители репрессированы. В 1995 году передан РПЦ, ведутся работы по восстановлению здания.
В середине XIX века в селе был построен единоверческий храм в честь Сошествия Святого Духа. До настоящего времени не сохранился, здание было разобрано в 1970-х годах.
В селе сохранилось много зданий, датируемых XIX веком.